# Brug bij Aarle-Rixtel
De Brug bij Aarle-Rixtel is een ophaalbrug over de Zuid-Willemsvaart in de gemeente Laarbeek. De brug is in 1940 gebouwd.
De lengte van de brug bedraagt 11,25 meter en de breedte is 9 meter. De doorvaartwijdte is 9,35 meter. De balans van de ophaalbrug is geknikt.

## Trivia
- De brug heeft eerst over een kanaaltak van het sluizencomplex van Terneuzen gelegen en maakte toen deel uit van de Axelse brug. Het is later voor een deel naar Aarle-Rixtel verplaatst. Het andere deel ligt over de noordervaart in Nederweert en heet de Leveroyse brug.